# Миронов, Пётр Гаврилович
Пётр Гаврилович Миронов (10 января 1853—7 июня 1905) — российский адвокат из дворянского рода Мироновых.

## Биография
Родился 10 января 1853 года.
Сдав экзамен на кандидата права, записался в кандидаты на военно-судебные должности и выступал защитником по военно-судебным делам; позже работал помощником у Александра Пассовера. В начале 1882 года стал присяжным поверенным в округе Санкт-Петербургской судебной палаты.
Работал адвокатом до самой смерти. Умер 7 июня 1905 года. Похоронен на Никольском кладбище Александро-Невской лавры в Санкт-Петербурге.

## Адвокатская деятельность
Среди коллег-адвокатов Пётр Миронов выделялся яркой, темпераментной манерой ораторского мастерства.
Обладая прекрасными голосовыми данными, живым и наблюдательным умом, способностью ясно и точно излагать свои мысли, Миронов занимал выдающееся положение в рядах талантливых адвокатов. Искренность и благодушный тон его речи сильно действовали на слушателей. Он умел располагать их в пользу тех, кого сам он считал достойными оправдания или снисхождения. Речь его была проста и доходчива. Ему особенно удавались защитительные речи по так называемым «бытовым» делам.
Александр Турчанинов писал позднее о Миронове:

И слово его было услышано присяжными заседателями и судьями и стало оно раздаваться в разных углах русской земли, везде встречая отзвук в сердцах слушателей. Отзвук этот оно вызывало … от того, что вытекало из глубины его сердца, из уважения к правде и справедливости, из искреннего стремления оправдать невинного или показать меру действительной вины, из неиссякаемого сочувствия к несчастному
Миронов был активным участником ряда громких политических процессов. Он выступал защитником по «пасторским делам» в Остзейском крае, по раскольничьим делам, по делу молодого еврея Дашевского, обвинявшегося в покушении на убийство известного юдофоба-публициста Павла Крушевана, по делу Блондеса, обвинявшегося в попытке ритуального убийства. Одну из последних своих ярких речей Миронов произнес в 1904 году на процессе по делу Санкт-Петербургской организации РСДРП.
Пётр Миронов был одним из основателей и активных авторов политического и юридического еженедельника «Право». Несколько его речей вошло в хрестоматийное многотомное издание «Русские судебные ораторы в известных уголовных процессах». Наиболее успешным из учеников Миронова был Оскар Осипович Грузенберг.